# ATP Finals 2021
ATP Finals 2021 (còn được biết đến với Nitto ATP Finals 2021 vì lý do tài trợ) là một giải quần vợt nam thi đấu trên mặt sân cứng trong nhà tại Pala Alpitour ở Turin, Ý, từ ngày 14 đến ngày 21 tháng 11 năm 2021. Đây là giải đấu kết thúc mùa giải dành cho các tay vợt đơn và đội đôi có thứ hạng cao nhất trong ATP Tour 2021.
Đây là lần thứ 52 giải đấu được tổ chức (47 ở nội dung đôi), và là lần đầu tiên Turin đăng cai giải đấu cuối năm ATP Tour.

## Điểm và tiền thưởng
Dưới đây là điểm và tiền thưởng, mỗi trận thắng của ATP Finals (2021):
| Vòng                                                      | Đơn                                                  | Đôi1                                               | Điểm     |
| --------------------------------------------------------- | ---------------------------------------------------- | -------------------------------------------------- | -------- |
| Thắng chung kết                                           | $1,094,000                                           | $164,000                                           | RR + 900 |
| Thắng bán kết                                             | $530,000                                             | $84,000                                            | RR + 400 |
| Mỗi trận thắng vòng bảng                                  | $173,000                                             | $33,000                                            | 200      |
| Tham dự                                                   | 3 trận = $173,000 2 trận = $129,750 1 trận = $86,500 | 3 trận = $82,000 2 trận = $61,000 1 trận = $32,000 | —        |
| Thay thế                                                  | $93,000                                              | $33,000                                            | —        |
| RR là số điểm hoặc số tiền thưởng giành được ở vòng bảng. |                                                      |                                                    |          |

- 1 Tiền thưởng của nội dung đôi là mỗi đội.
- Một nhà vô địch bất bại sẽ giành được tối đa 1,500 điểm, và $2,316,000 ở đơn hoặc $429,000 ở đôi.

## Giải đấu

### Thể thức
Vòng bảng ATP Finals thi đấu vòng tròn tính điểm, với 8 tay vợt/đội được chia thành 2 bảng, mỗi bảng 4 tay vợt/đội thi đấu với 3 tay vợt/đội khác trong bảng. 8 hạt giống được sắp xếp theo Bảng xếp hạng ATP và Bảng xếp hạng Đội đôi ATP vào Thứ Hai sau giải đấu ATP Tour cuối cùng trong năm. Tất cả các trận đấu đơn, bao gồm cả trận chung kết, diễn ra theo thể thức đánh ba thắng hai với loạt tie-breaks (7 điểm) được áp dụng ở mọi set bao gồm cả set ba. Tất cả các trận đấu đôi thi đấu 2 set (không điểm ad) và một loạt Tie-break (10 điểm).
Khi quyết định vị trí trong một bảng, các tiêu chí sau được áp dụng, theo thứ tự:
1. Số trận thắng nhiều nhất.
2. Số trận đã thi đấu (ví dụ, thành tích 2–1 hơn thành tích 2–0).
3. Kết quả đối đầu giữa các tay vợt/đội đồng hạng.
4. Tỉ lệ % set thắng cao nhất.
5. Tỉ lệ % game thắng cao nhất.
6. Xếp hạng ATP sau giải đấu ATP Tour cuối cùng trong năm.

Tiêu chí 4–6 chỉ được áp dụng trong trường hợp 3 tay vợt đồng hạng; nếu một trong những tiêu chí này quyết định được tay vợt thắng và tay vợt thua, 2 tay vợt còn lại được xếp hạng theo kết quả đối đầu.
2 vị trí đầu mỗi bảng vào vòng bán kết, với tay vợt/đội đứng nhất mỗi bảng thi đấu với tay vợt/đội đứng nhì ở bảng khác. Tay vợt/đội thắng ở vòng bán kết sau đó vào trận chung kết.

### Vòng loại

#### Đơn
8 tay vợt tham dự giải đấu, với 2 tay vợt thay thế. Các tay vợt có suất tham dự theo thứ tự ưu tiên sau:
1. Đầu tiên, 7 tay vợt hàng đầu trong ATP Race to Turin vào Thứ Hai sau giải đấu cuối cùng của ATP Tour, tức sau Giải quần vợt Stockholm Mở rộng.
2. Thứ 2, có hai nhà vô địch giải Grand Slam năm 2021 xếp hạng từ 8–20, theo thứ tự xếp hạng
3. Thứ 3, tay vợt xếp thứ 8 trên bảng xếp hạng ATP

Trong trường hợp có tổng số hơn 8 tay vợt, tay vợt thấp hơn trong thứ tự lựa chọn là tay vợt thay thế. Nếu cần thay thế thêm, các tay vợt sẽ được lựa chọn bởi ATP.
Bảng xếp hạng tạm thời được công bố hàng tuần với tên ATP Race to Turin, chỉ tính các giải đấu diễn ra trong năm 2021. Điểm từ các giải Grand Slam, ATP Tour, ATP Cup, ATP Challenger Tour và ITF Tour. Các tay vợt có tổng số điểm từ 19 giải đấu, thường bao gồm:
- 4 giải Grand Slam
- 8 giải ATP Masters 1000
- Kết quả tốt nhất từ bất kì 7 giải đấu khác có tính điểm xếp hạng (ATP Cup, ATP 500, ATP 250, Challenger, ITF)

Tất cả các tay vợt phải bao gồm điểm xếp hạng cho các giải Masters bắt buộc mà có trong danh sách tham dự ban đầu và cho tất cả các giải Grand Slam mà đủ điều kiện tham dự, kể cả khi không tham dự (trong trường hợp đó tay vợt nhận 0 điểm). Hơn nữa, những tay vợt kết thúc năm 2020 trong top 30 thế giới là những tay vợt cam kết phải (nếu không bị chấn thương) bao gồm điểm cho 8 giải Masters bắt buộc bất kể có tham dự hay không, và phải tham dự ít nhất 4 giải ATP 500 (mặc dù Monte Carlo Masters có thể tính), trong số đó phải diễn ra sau Giải quần vợt Mỹ Mở rộng. Điểm 0 cũng có thể được tính từ việc rút lui của các tay vợt không bị chấn thương từ các giải ATP 500 theo một số điều kiện khác do ATP đưa ra. Tuy nhiên, ngoài các quy tắc này, một tay vợt có thể thay thế kết quả giải đấu tốt nhất tiếp theo cho các giải đấu Masters và Grand Slam đã không tham dự.
Các tay vợt có thể giảm cam kết tham dự ATP Tour Masters 1000 ở một giải đấu, bằng cách đạt đến các mốc sau:
1. 600 trận đấu cấp độ tour (tính đến ngày 1 tháng 1 năm 2021),
2. 12 năm thi đấu,
3. 31 tuổi (tính đến 1 tháng 1 2021).

Nếu một tay vợt đạt được ba điều kiện này, cam kết bắt buộc ATP Tour Masters 1000 bị loại bỏ.

#### Đôi
8 đội tham dự giải đấu, với một đội thay thế. 8 đội tham dự có suất theo thứ tự ưu tiên như nội dung đơn. Đội thay thế được tham dự cho bất kì đội không được chấp nhận theo thứ tự lựa chọn, sau đó đội không được chấp nhận có xếp hạng cao nhất, và sau đó đội được chọn bởi ATP. Điểm được tính trong các giải đấu tương tư như nội dung đơn. Tuy nhiên, đối với các đội Đôi không có giải đấu cam kết, vì vậy các đội dựa trên kết quả của bất kì 19 giải đấu có điểm cao nhất trong ATP Tour.

## Các tay vợt giành quyền tham dự

### Đơn
| 1                                               | Novak Djoković     | 9,370 | 11 tháng 7  |
| 2                                               | Daniil Medvedev    | 7,070 | 13 tháng 9  |
| 3                                               | Alexander Zverev   | 5,955 | 11 tháng 10 |
| 4                                               | Stefanos Tsitsipas | 5,695 | 13 tháng 9  |
| 5                                               | Andrey Rublev      | 4,210 | 23 tháng 10 |
| 6                                               | Matteo Berrettini  | 4,090 | 25 tháng 10 |
| 7                                               | Hubert Hurkacz     | 3,315 | 5 tháng 11  |
| 8                                               | Casper Ruud        | 3,275 | 4 tháng 11  |
| Berrettini và Tsitsipas rút lui do chấn thương. |                    |       |             |
| Alt                                             | Jannik Sinner      | 3,015 | 16 tháng 11 |
| Alt                                             | Cameron Norrie     | 2,945 | 17 tháng 11 |

### Đôi
| # | Tay vợt                             | Điểm  | Ngày vượt qua vòng loại |
| - | ----------------------------------- | ----- | ----------------------- |
| 1 | Nikola Mektić Mate Pavić            | 8,875 | 6 tháng 7               |
| 2 | Rajeev Ram Joe Salisbury            | 7,185 | 3 tháng 9               |
| 3 | Pierre-Hugues Herbert Nicolas Mahut | 4,690 | 13 tháng 9              |
| 4 | Marcel Granollers Horacio Zeballos  | 4,535 | 30 tháng 9              |
| 5 | Juan Sebastián Cabal Robert Farah   | 4,260 | 26 tháng 10             |
| 6 | Ivan Dodig Filip Polášek            | 3,230 | 20 tháng 10             |
| 7 | Jamie Murray Bruno Soares           | 3,230 | 4 tháng 11              |
| 8 | Kevin Krawietz Horia Tecău          | 3,110 | 4 tháng 11              |

## Bảng

### Đơn
Nội dung đơn của giải đấu năm 2021 có một tay vợt số 1, hai nhà vô địch và ba nhà á quân Grand Slam. 8 tay vợt được chia thành 2 bảng.
| Bảng Xanh                           |
| ----------------------------------- |
| Novak Djokovic [1]                  |
| Stefanos Tsitsipas [4]              |
| Andrey Rublev [5]                   |
| Casper Ruud [8]                     |
| Tsitsipas chấn thương – 17 tháng 11 |
| Cameron Norrie [10]                 |

| Bảng Đỏ                             |
| ----------------------------------- |
| Daniil Medvedev [2]                 |
| Alexander Zverev [3]                |
| Matteo Berrettini [6]               |
| Hubert Hurkacz [7]                  |
| Berrettni chấn thương – 16 tháng 11 |
| Jannik Sinner [9]                   |

### Đôi
Nội dung đôi của giải đấu năm 2021 có bốn tay vợt số 1, sáu đội vô địch và một đội á quân Grand Slam. 8 đội được chia thành 2 bảng.
| Bảng Xanh                                |
| ---------------------------------------- |
| Nikola Mektić / Mate Pavić [1]           |
| Marcel Granollers / Horacio Zeballos [4] |
| Ivan Dodig / Filip Polášek [6]           |
| Kevin Krawietz / Horia Tecău [8]         |

| Bảng Đỏ                                   |
| ----------------------------------------- |
| Rajeev Ram / Joe Salisbury [2]            |
| Pierre-Hugues Herbert / Nicolas Mahut [3] |
| Juan Sebastián Cabal / Robert Farah [5]   |
| Jamie Murray / Bruno Soares [7]           |

## Điểm xếp hạng

### Đơn
| Xếp hạng | Tay vợt               | Grand Slam | Grand Slam | Grand Slam | Grand Slam | ATP Tour Masters 1000 | ATP Tour Masters 1000 | ATP Tour Masters 1000 | ATP Tour Masters 1000 | ATP Tour Masters 1000 | ATP Tour Masters 1000 | ATP Tour Masters 1000 | ATP Tour Masters 1000 | Kết quả tốt khác | Kết quả tốt khác | Kết quả tốt khác | Kết quả tốt khác | Kết quả tốt khác | Kết quả tốt khác | Kết quả tốt khác | Tổng điểm | GĐ |
| -------- | --------------------- | ---------- | ---------- | ---------- | ---------- | --------------------- | --------------------- | --------------------- | --------------------- | --------------------- | --------------------- | --------------------- | --------------------- | ---------------- | ---------------- | ---------------- | ---------------- | ---------------- | ---------------- | ---------------- | --------- | -- |
| Xếp hạng | Tay vợt               | AUS        | FRA        | WIM        | USO        | MI                    | MC                    | MA                    | IT                    | CA                    | CI                    | IW                    | PA                    | 1                | 2                | 3                | 4                | 5                | 6                | 7                | Tổng điểm | GĐ |
| 1        | Novak Djokovic        | VĐ 2000    | VĐ 2000    | VĐ 2000    | CK 1200    | A 0                   | V16 90                | A 0                   | CK 600                | A 0                   | A 0                   | A 0                   | VĐ 1000               | VĐ 250           | VB 140           | BK 90            |                  |                  |                  |                  | 9,370     | 10 |
| 2        | Daniil Medvedev       | CK 1200    | TK 360     | V16 180    | VĐ 2000    | TK 180                | A 0                   | V16 90                | V32 10                | VĐ 1000               | BK 360                | V16 90                | CK 600                | VĐ 500           | VĐ 250           | VĐ 250           | V32 0            | V32 0            |                  |                  | 7,070     | 16 |
| 3        | Alexander Zverev      | TK 360     | BK 720     | V16 180    | BK 720     | V64 10                | V16 90                | VĐ 1000               | TK 180                | A 0                   | VĐ 1000               | TK 180                | BK 360                | VĐ 500           | VĐ 500           | BK 65            | V16 45           | TK 45            | V32 0            |                  | 5,955     | 17 |
| 4        | Stefanos Tsitsipas    | BK 720     | CK 1200    | TK 45      | V32 90     | TK 180                | VĐ 1000               | V16 90                | TK 180                | BK 360                | BK 360                | TK 180                | V32 10                | CK 300           | CK 300           | VĐ 250           | BK 180           | VB 115           | TK 90            | V16 45           | 5,695     | 20 |
| 5        | Andrey Rublev         | TK 360     | TK 45      | V16 180    | V32 90     | BK 360                | CK 600                | V16 90                | TK 180                | V16 90                | CK 600                | V32 45                | V32 10                | VĐ 500           | VĐ 310           | CK 300           | BK 180           | TK 90            | BK 90            | BK 90            | 4,210     | 21 |
| 6        | Matteo Berrettini     | V16 180    | TK 360     | CK 1200    | TK 360     | A 0                   | V32 10                | CK 600                | V16 90                | A 0                   | V16 90                | V32 45                | A 0                   | VĐ 500           | CK 270           | VĐ 250           | TK 90            | TK 45            |                  |                  | 4,090     | 14 |
| 7        | Hubert Hurkacz        | V128 10    | V128 10    | BK 720     | V64 45     | VĐ 1000               | V32 45                | V64 10                | V64 10                | TK 180                | V16 90                | TK 180                | BK 360                | VĐ 250           | VĐ 250           | V16 45           | V16 45           | TK 45            | V16 20           | V32 0            | 3,315     | 22 |
| 8        | Casper Ruud           | V16 180    | V32 90     | BK 90      | V64 45     | TK 45                 | BK 360                | BK 360                | TK 45                 | TK 180                | TK 180                | V16 90                | TK 180                | VĐ 250           | VĐ 250           | VĐ 250           | VĐ 250           | VĐ 250           | TK 90            | TK 90            | 3,275     | 21 |
| Thay thế |                       |            |            |            |            |                       |                       |                       |                       |                       |                       |                       |                       |                  |                  |                  |                  |                  |                  |                  |           |    |
| 9        | Jannik Sinner         | TK 45      | V16 180    | V16 20     | V16 180    | CK 600                | V32 45                | V32 45                | V32 45                | V32 10                | V32 45                | V16 90                | V32 10                | VĐ 500           | VĐ 250           | VĐ 250           | VĐ 250           | BK 180           | BK 180           | TK 90            | 3,015     | 25 |
| –        | Rafael Nadal          | TK 360     | BK 720     | A 0        | A 0        | A 0                   | TK 180                | TK 180                | VĐ 1000               | A 0                   | A 0                   | A 0                   | A 0                   | VĐ 500           | V16 45           |                  |                  |                  |                  |                  | 2,985     | 7  |
| 10       | Cameron Norrie        | V32 90     | V32 90     | V32 90     | BK 90      | V32 45                | V16 65                | V16 45                | V32 70                | V16 45                | TK 45                 | VĐ 1000               | V16 90                | CK 300           | VĐ 250           | CK 150           | CK 150           | CK 150           | TK 90            | TK 90            | 2,945     | 24 |
| –        | Félix Auger-Aliassime | V16 180    | V128 10    | TK 360     | BK 720     | V32 45                | V16 45                | V64 10                | V16 90                | V32 10                | TK 180                | V64 10                | V32 45                | BK 180           | CK 150           | CK 150           | TK 90            | TK 90            | TK 90            | BK 90            | 2,545     | 22 |
| 11       | Aslan Karatsev        | BK 745     | V64 45     | V128 10    | V32 90     | V32 45                | V32 45                | V16 90                | V16 90                | V32 45                | V64 10                | V16 90                | V64 10                | VĐ 500           | VĐ 250           | CK 150           | V16 45           | TK 45            | V16 20           | V16 0            | 2,290     | 21 |

1. ↑  Giải Thượng Hải Masters bị hủy do ảnh hưởng của đại dịch COVID-19 tại Trung Quốc đại lục.[25]
2. ↑  Indian Wells Masters, thường là giải Masters đầu tiên của mùa giải, được chuyển sang tháng 10 do đại dịch COVID-19.[26]

* Điểm xếp hạng được in nghiêng chỉ một tay vợt đã sử dụng kết quả tốt hơn so với giải Grand Slam hoặc Masters 1000, vì tất cả các giải đấu không bắt buộc trong mùa giải này.

### Đôi
| Xếp hạng | Tay vợt                             | Điểm    | Điểm    | Điểm    | Điểm    | Điểm    | Điểm    | Điểm   | Điểm   | Điểm   | Điểm   | Điểm   | Điểm   | Điểm   | Điểm   | Điểm  | Điểm  | Điểm  | Điểm  | Điểm  | Tổng điểm | GĐ |
| Xếp hạng | Tay vợt                             | 1       | 2       | 3       | 4       | 5       | 6       | 7      | 8      | 9      | 10     | 11     | 12     | 13     | 14     | 15    | 16    | 17    | 18    | 19    | Tổng điểm | GĐ |
| -------- | ----------------------------------- | ------- | ------- | ------- | ------- | ------- | ------- | ------ | ------ | ------ | ------ | ------ | ------ | ------ | ------ | ----- | ----- | ----- | ----- | ----- | --------- | -- |
| 1        | Nikola Mektić Mate Pavić            | VĐ 2000 | VĐ 1000 | VĐ 1000 | VĐ 1000 | BK 720  | CK 600  | CK 600 | VĐ 500 | CK 300 | VĐ 250 | VĐ 250 | VĐ 250 | TK 180 | TK 90  | TK 90 | TK 45 | V64 0 | V16 0 | V16 0 | 8,875     | 19 |
| 2        | Rajeev Ram Joe Salisbury            | VĐ 2000 | CK 1200 | VĐ 1000 | BK 720  | CK 600  | BK 360  | CK 300 | TK 180 | BK 180 | BK 180 | CK 150 | V32 90 | V16 90 | V16 90 | V16 0 | V32 0 | V16 0 | V16 0 |       | 7,140     | 18 |
| 3        | Pierre-Hugues Herbert Nicolas Mahut | VĐ 2000 | CK 600  | VĐ 500  | TK 360  | TK 360  | TK 180  | TK 180 | BK 180 | CK 150 | V32 90 | V16 90 | V16 0  |        |        |       |       |       |       |       | 4,690     | 12 |
| 4        | Marcel Granollers Horacio Zeballos  | CK 1200 | VĐ 1000 | VĐ 1000 | TK 360  | BK 360  | CK 300  | TK 180 | V32 90 | TK 45  | V32 0  | V64 0  | V32 0  | V16 0  |        |       |       |       |       |       | 4,535     | 13 |
| 5        | Juan Sebastián Cabal Robert Farah   | BK 720  | VĐ 500  | VĐ 500  | VĐ 500  | TK 360  | BK 360  | BK 360 | TK 180 | TK 180 | CK 150 | V32 90 | V16 90 | TK 90  | BK 90  | BK 90 | V64 0 | V32 0 | V32 0 | V16 0 | 4,260     | 20 |
| 6        | Ivan Dodig Filip Polášek            | VĐ 2000 | BK 360  | TK 180  | BK 180  | CK 150  | V32 90  | V32 90 | V16 90 | BK 90  | V16 0  | V16 0  | V16 0  |        |        |       |       |       |       |       | 3,230     | 12 |
| 7        | Jamie Murray Bruno Soares           | CK 1200 | BK 720  | BK 360  | VĐ 250  | VĐ 250  | V16 180 | V32 90 | V16 90 | TK 90  | V32 0  | V32 0  | V32 0  | V16 0  | V16 0  | V16 0 |       |       |       |       | 3,230     | 15 |
| 8        | Kevin Krawietz Horia Tecău          | VĐ 500  | TK 360  | TK 360  | BK 360  | CK 300  | CK 300  | CK 300 | TK 180 | TK 180 | V32 90 | V16 90 | V16 90 | V16 0  | V32 0  |       |       |       |       |       | 3,110     | 14 |
| Thay thế |                                     |         |         |         |         |         |         |        |        |        |        |        |        |        |        |       |       |       |       |       |           |    |
| –        | John Peers Filip Polášek            | VĐ 1000 | BK 720  | BK 360  | BK 180  | CK 150  | V16 90  | V32 0  | V16 0  |        |        |        |        |        |        |       |       |       |       |       | 2,500     | 8  |
| 9        | Simone Bolelli Máximo González      | BK 720  | VĐ 250  | VĐ 250  | VĐ 250  | V16 180 | V16 180 | CK 150 | V32 90 | V16 90 | V16 90 | TK 45  | TK 45  | TK 45  | V32 0  | V32 0 | V32 0 | V16 0 | V16 0 | VL1 0 | 2,385     | 19 |
| 10       | Tim Pütz Michael Venus              | VĐ 1000 | VĐ 500  | BK 360  | TK 180  | BK 180  | V64 0   | V64 0  | V32 0  | V16 0  |        |        |        |        |        |       |       |       |       |       | 2,220     | 9  |

## Thành tích đối đầu
Dưới đây là thành tích đối đầu của các tay vợt trước khi tham dự giải đấu.

### Đơn
Tổng số
|   |                    | Djokovic | Medvedev | Zverev | Tsitsipas | Rublev | Berrettini | Hurkacz | Ruud | Tổng số | T–B   |
| 1 | Novak Djokovic     |          | 6–4      | 7–3    | 6–2       | 0–0    | 4–0        | 3–0     | 1–0  | 27–9    | 48–6  |
| 2 | Daniil Medvedev    | 4–6      |          | 5–5    | 6–2       | 4–1    | 2–0        | 1–1     | 2–0  | 24–15   | 54–12 |
| 3 | Alexander Zverev   | 3–7      | 5–5      |        | 3–6       | 5–0    | 3–1        | 1–0     | 2–0  | 22–19   | 55–14 |
| 4 | Stefanos Tsitsipas | 2–6      | 2–6      | 6–3    |           | 4–3    | 2–0        | 6–2     | 1–1  | 23–21   | 55–18 |
| 5 | Andrey Rublev      | 0–0      | 1–4      | 0–5    | 3–4       |        | 2–3        | 0–2     | 4–0  | 10–18   | 48–20 |
| 6 | Matteo Berrettini  | 0–4      | 0–2      | 1–3    | 0–2       | 3–2    |            | 2–1     | 2–2  | 8–16    | 41–11 |
| 7 | Hubert Hurkacz     | 0–3      | 1–1      | 0–1    | 2–6       | 2–0    | 1–2        |         | 0–0  | 6–12    | 36–20 |
| 8 | Casper Ruud        | 0–1      | 0–2      | 0–2    | 1–1       | 0–4    | 2–2        | 0–0     |      | 3–12    | 53–15 |

### Đôi
|   |                                     | Mektić Pavić | Ram Salisbury | Herbert Mahut | Granollers Zeballos | Cabal Farah | Dodig Polášek | Murray Soares | Krawietz Tecău | Tổng số | T–B   |
| 1 | Nikola Mektić Mate Pavić            |              | 4–1           | 2–0           | 2–1                 | 0–1         | 2–1           | 0–0           | 2–0            | 12–4    | 59–11 |
| 2 | Rajeev Ram Joe Salisbury            | 1–4          |               | 0–1           | 4–2                 | 3–1         | 1–2           | 2–0           | 0–1            | 11–11   | 40–16 |
| 3 | Pierre-Hugues Herbert Nicolas Mahut | 0–2          | 1–0           |               | 0–2                 | 5–2         | 0–0           | 2–2           | 0–0            | 8–8     | 30–11 |
| 4 | Marcel Granollers Horacio Zeballos  | 1–2          | 2–4           | 2–0           |                     | 0–1         | 1–0           | 0–2           | 0–1            | 6–10    | 24–11 |
| 5 | Juan Sebastián Cabal Robert Farah   | 1–0          | 1–3           | 2–5           | 1–0                 |             | 1–0           | 3–7           | 1–0            | 10–15   | 36–18 |
| 6 | Ivan Dodig Filip Polášek            | 1–2          | 2–1           | 0–0           | 0–1                 | 0–1         |               | 0–0           | 1–0            | 4–5     | 20–11 |
| 7 | Jamie Murray Bruno Soares           | 0–0          | 0–2           | 2–2           | 2–0                 | 7–3         | 0–0           |               | 0–1            | 11–8    | 25–13 |
| 8 | Kevin Krawietz Horia Tecău          | 0–2          | 1–0           | 0–0           | 1–0                 | 0–1         | 0–1           | 1–0           |                | 3–4     | 28–13 |

## Nhà vô địch

### Đơn
- Alexander Zverev đánh bại  Daniil Medvedev, 6–4, 6–4

### Đôi
- Pierre-Hugues Herbert /  Nicolas Mahut đánh bại  Rajeev Ram /  Joe Salisbury, 6–4, 7–6 (7–0)

### Tóm tắt từng ngày
| Buổi                 | Sự kiện              | Bảng / Vòng          | Người thắng trận                          | Người thua cuộc                           | Tỷ số                    |
| Ngày 1 (14 tháng 11) | Ngày 1 (14 tháng 11) | Ngày 1 (14 tháng 11) | Ngày 1 (14 tháng 11)                      | Ngày 1 (14 tháng 11)                      | Ngày 1 (14 tháng 11)     |
| -------------------- | -------------------- | -------------------- | ----------------------------------------- | ----------------------------------------- | ------------------------ |
| Chiều                | Đôi                  | Bảng Xanh            | Nikola Mektić / Mate Pavić [1]            | Kevin Krawietz / Horia Tecău [8]          | 6–4, 6–4                 |
| Chiều                | Đơn                  | Bảng Đỏ              | Daniil Medvedev [2]                       | Hubert Hurkacz [7]                        | 6–7(5–7), 6–3, 6–4       |
| Tối                  | Đôi                  | Bảng Xanh            | Marcel Granollers / Horacio Zeballos [4]  | Ivan Dodig / Filip Polášek [6]            | 4–6, 7–6(12–10), [10–6]  |
| Tối                  | Đơn                  | Bảng Đỏ              | Alexander Zverev [3]                      | Matteo Berrettini [6]                     | 7–6(9–7), 1–0, bỏ cuộc   |
| Ngày 2 (15 tháng 11) |                      |                      |                                           |                                           |                          |
| Chiều                | Đôi                  | Bảng Đỏ              | Rajeev Ram / Joe Salisbury [2]            | Jamie Murray / Bruno Soares [7]           | 6–1, 7–6(7–5)            |
| Chiều                | Đơn                  | Bảng Xanh            | Novak Djokovic [1]                        | Casper Ruud [8]                           | 7–6(7–4), 6–2            |
| Tối                  | Đôi                  | Bảng Đỏ              | Pierre-Hugues Herbert / Nicolas Mahut [3] | Juan Sebastián Cabal / Robert Farah [5]   | 7–6(7–1), 6–4            |
| Tối                  | Đơn                  | Bảng Xanh            | Andrey Rublev [5]                         | Stefanos Tsitsipas [4]                    | 6–4, 6–4                 |
| Ngày 3 (16 tháng 11) |                      |                      |                                           |                                           |                          |
| Chiều                | Đôi                  | Bảng Xanh            | Marcel Granollers / Horacio Zeballos [4]  | Nikola Mektić / Mate Pavić [1]            | 6–4, 7–6(7–4)            |
| Chiều                | Đơn                  | Bảng Đỏ              | Daniil Medvedev [2]                       | Alexander Zverev [3]                      | 6–3, 6–7(3–7), 7–6(8–6)  |
| Tối                  | Đôi                  | Bảng Xanh            | Ivan Dodig / Filip Polášek [6]            | Kevin Krawietz / Horia Tecău [8]          | 7–6(7–2), 7–5            |
| Tối                  | Đơn                  | Bảng Đỏ              | Jannik Sinner [Alt.]                      | Hubert Hurkacz [7]                        | 6–2, 6–2                 |
| Ngày 4 (17 tháng 11) |                      |                      |                                           |                                           |                          |
| Chiều                | Đôi                  | Bảng Đỏ              | Juan Sebastián Cabal / Robert Farah [5]   | Jamie Murray / Bruno Soares [7]           | 6–2, 6–4                 |
| Chiều                | Đơn                  | Bảng Xanh            | Novak Djokovic [1]                        | Andrey Rublev [5]                         | 6–3, 6–2                 |
| Tối                  | Đôi                  | Bảng Đỏ              | Rajeev Ram / Joe Salisbury [2]            | Pierre-Hugues Herbert / Nicolas Mahut [3] | 6–7(7–9), 6–0, [13–11]   |
| Tối                  | Đơn                  | Bảng Xanh            | Casper Ruud [8]                           | Cameron Norrie [Alt.]                     | 1–6, 6–3, 6–4            |
| Ngày 5 (18 tháng 11) |                      |                      |                                           |                                           |                          |
| Chiều                | Đôi                  | Bảng Xanh            | Kevin Krawietz / Horia Tecău [8]          | Marcel Granollers / Horacio Zeballos [4]  | 6–3, 6–7(1–7), [10–5]    |
| Chiều                | Đơn                  | Bảng Đỏ              | Alexander Zverev [3]                      | Hubert Hurkacz [7]                        | 6–2, 6–4                 |
| Tối                  | Đôi                  | Bảng Xanh            | Nikola Mektić / Mate Pavić [1]            | Ivan Dodig / Filip Polášek [6]            | 6–4, 7–6(8–6)            |
| Tối                  | Đơn                  | Bảng Đỏ              | Daniil Medvedev [2]                       | Jannik Sinner [Alt.]                      | 6–0, 6–7(5–7), 7–6(10–8) |
| Ngày 6 (19 tháng 11) |                      |                      |                                           |                                           |                          |
| Chiều                | Đôi                  | Bảng Đỏ              | Rajeev Ram / Joe Salisbury [2]            | Juan Sebastián Cabal / Robert Farah [5]   | 7–5, 2–6, [11–9]         |
| Chiều                | Đơn                  | Bảng Xanh            | Casper Ruud [8]                           | Andrey Rublev [5]                         | 2–6, 7–5, 7–6(7–5)       |
| Tối                  | Đôi                  | Bảng Đỏ              | Pierre-Hugues Herbert / Nicolas Mahut [3] | Jamie Murray / Bruno Soares [7]           | 6–3, 7–6(7–5)            |
| Tối                  | Đơn                  | Bảng Xanh            | Novak Djokovic [1]                        | Cameron Norrie [Alt.]                     | 6–2, 6–1                 |
| Ngày 7 (20 tháng 11) |                      |                      |                                           |                                           |                          |
| Chiều                | Đôi                  | Bán kết              | Rajeev Ram / Joe Salisbury [2]            | Nikola Mektić / Mate Pavić [1]            | 4–6, 7–6(7–3), [10–4]    |
| Chiều                | Đơn                  | Bán kết              | Daniil Medvedev [2]                       | Casper Ruud [8]                           | 6–4, 6–2                 |
| Tối                  | Đôi                  | Bán kết              | Pierre-Hugues Herbert / Nicolas Mahut [3] | Marcel Granollers / Horacio Zeballos [4]  | 6–3, 6–4                 |
| Tối                  | Đơn                  | Bán kết              | Alexander Zverev [3]                      | Novak Djokovic [1]                        | 7–6(7–4), 4–6, 6–3       |
| Ngày 8 (21 tháng 11) |                      |                      |                                           |                                           |                          |
| Chiều                | Đôi                  | Chung kết            | Pierre-Hugues Herbert / Nicolas Mahut [3] | Rajeev Ram / Joe Salisbury [2]            | 6–4, 7–6(7–0)            |
| Chiều                | Đơn                  | Chung kết            | Alexander Zverev [3]                      | Daniil Medvedev [2]                       | 6–4, 6–4                 |